# Strmec pri Polenšaku
Strmec pri Polenšaku este o localitate din comuna Dornava, Slovenia, cu o populație de 42 de locuitori.